# Halle aux poissons de Trouville-sur-Mer
Pour les articles homonymes, voir Halle aux poissons.
La halle aux poissons  dite aussi plus simplement poissonnerie, est une halle située à Trouville-sur-Mer.

## Localisation
La halle est située boulevard Fernand-Moureaux.

## Historique
Elle a été bâtie en 1936 sur les plans de l'architecte trouvillais Maurice Vincent et deux architectes associés, Marcel Davy et Maurice Halley après un concours demandé par le nouveau maire élu deux ans auparavant, Fernand Moureaux.
La halle a été inscrite aux monuments historiques par un arrêté du 14 septembre 1992.
L'édifice est gravement endommagé par un incendie le 24 septembre 2006 et reconstruit à l'identique.

## Architecture

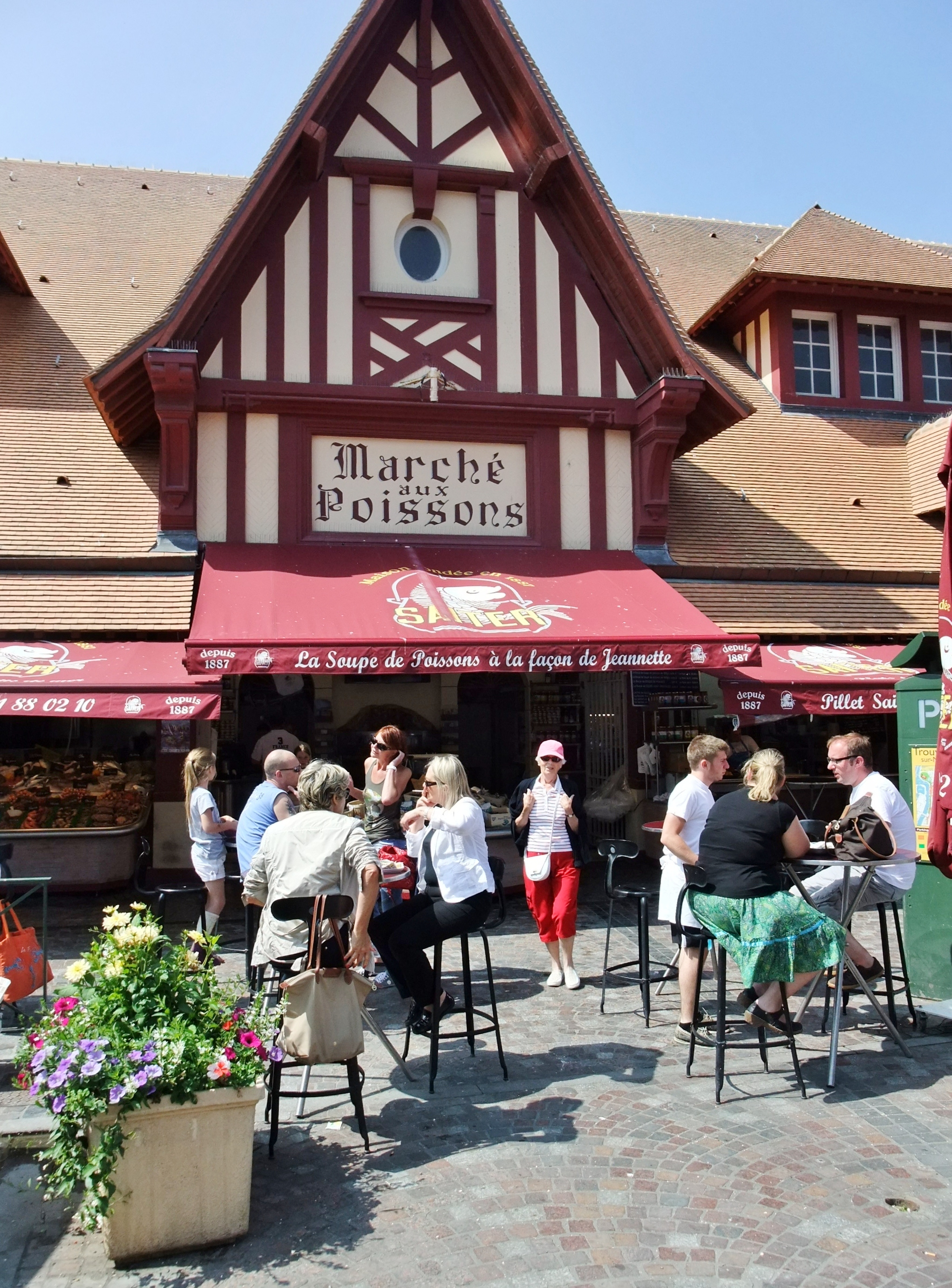

L'édifice de 700 m2 est construit en béton armé sur le procédé Hennebique mais avec des caractères néo-normands marqués.